# آناستازیا پاولووا
آناستازیا پاولووا (اوکراینی: Анастасі́я Владисла́вівна Па́влова؛ زادهٔ ۹ فوریهٔ ۱۹۹۵) ورزشکار تیراندازی با کمان اهل اوکراین است.
او همچنین از کمانداران بازی‌های المپیک تابستانی ۲۰۱۶ بوده است.
وی در مسابقات کشوری و بین‌المللی در مجموع برندهٔ ۱ مدال طلا، ۲ مدال برنز شده‌است.